# Pseudocymopterus
Pseudocymopterus es un género  de plantas herbáceas perteneciente a la familia de las apiáceas.    Comprende 16 especies descritas y de estas, solo 2 aceptadas. Se distribuyen por los Estados Unidos.

## Taxonomía
El género fue descrito por J.M.Coult. & Rose y publicado en Revision of North American Umbelliferae 74. 1888. La especie tipo es:	Pseudocymopterus montanus (A. Gray) J.M. Coult. & Rose.

## Especies
A continuación se brinda un listado de las especies del género Pseudocymopterus aceptadas hasta septiembre de 2012, ordenadas alfabéticamente. Para cada una se indica el nombre binomial seguido del autor, abreviado según las convenciones y usos.
- Pseudocymopterus longiradiatus Mathias, Constance & W.L. Theob.
- Pseudocymopterus montanus (A. Gray) J.M. Coult. & Rose